# Yared Admasu
Yared Admasu Miratu, född 27 mars 1987 i Shoa i Etiopien, är en etiopisk långdistanslöpare. Han har vunnit Zagreb Marathon 2011 med en tid på 2.17.42 och tävlar 2014 för Hälle IF.